# Bacanuchi
Bacanuchi es un pueblo del municipio de Arizpe ubicado en la región centro-norte del estado mexicano de Sonora, cercano a la zona de la Sierra Madre Occidental y al curso del río Sonora. Es la tercera localidad más poblada de su municipio, ya que según los datos del Censo de Población y Vivienda realizado en 2020 por el Instituto Nacional de Estadística y Geografía (INEGI), Bacanuchi cuenta con 183 habitantes.
El pueblo se encuentra a 190 km de camino de Arizpe, la cabecera del municipio, todo esto rodeando gran tramo de serranías, y a 333 km al noreste de Hermosillo la capital estatal.

## Historia
Fue fundado como ejido por resolución presidencial el 9 de agosto de 1933, siendo publicada su fundación el día 29 de ese mismo mes. Se le concedió 1,643 hectáreas beneficiándose a 72 dueños, el territorio dado en su mayoría fue para uso de agricultura.
El primer registro censal de Bacanuchi como localidad fue en el evento censal de 1950 categorizado como ejido anexo al pueblo de Arizpe, 10 años después en 1960 se le dio de baja como localidad al quedar deshabitada. En el censo de 1970 se rehabilitó de nuevo como localidad de Arizpe con categoría de hacienda, y en 1980 se le nombró Rancho, registrándose un segundo nombre o apodo de "El Álamo", el cual se le retiró en 1995.

## Geografía
Véase también: Geografía del Municipio de Arizpe
El pueblo se localiza bajo las coordenadas 30°36′21″ de latitud norte y 110°14'08" de longitud oeste del meridiano de Greenwich a una elevación media de 1,051 metros sobre el nivel del mar, tiene una superficie de 0.24 kilómetros cuadrados. Cercano a la zona circula el río Bacanuchi, río involucrado en el desastre ecológico de 2014 donde la empresa minera Buenavista del Cobre (de Grupo México) derramó  40,000 metros cúbicos de lixiviados de sulfato de cobre acidulado en el arroyo Tinajas y posteriormente en el Bacanuchi y en el río Sonora.

### Clima
Cuenta con un clima seco y semicálido, con una temperatura media anual de 17.6 °C. La temperatura media baja anual es de 7.4 °C y el récord como la más baja es de -12 °C. Presentando una temperatura media alta de 27.7 °C y un récord como la más alta de 46 °C, y precipitación media anual de 502 milímetros.
| Parámetros climáticos promedio de Bacanuchi | Parámetros climáticos promedio de Bacanuchi | Parámetros climáticos promedio de Bacanuchi | Parámetros climáticos promedio de Bacanuchi | Parámetros climáticos promedio de Bacanuchi | Parámetros climáticos promedio de Bacanuchi | Parámetros climáticos promedio de Bacanuchi | Parámetros climáticos promedio de Bacanuchi | Parámetros climáticos promedio de Bacanuchi | Parámetros climáticos promedio de Bacanuchi | Parámetros climáticos promedio de Bacanuchi | Parámetros climáticos promedio de Bacanuchi | Parámetros climáticos promedio de Bacanuchi | Parámetros climáticos promedio de Bacanuchi |
| Mes                                         | Ene.                                        | Feb.                                        | Mar.                                        | Abr.                                        | May.                                        | Jun.                                        | Jul.                                        | Ago.                                        | Sep.                                        | Oct.                                        | Nov.                                        | Dic.                                        | Anual                                       |
| ------------------------------------------- | ------------------------------------------- | ------------------------------------------- | ------------------------------------------- | ------------------------------------------- | ------------------------------------------- | ------------------------------------------- | ------------------------------------------- | ------------------------------------------- | ------------------------------------------- | ------------------------------------------- | ------------------------------------------- | ------------------------------------------- | ------------------------------------------- |
| Temp. máx. abs. (°C)                        | 31                                          | 31                                          | 36                                          | 39                                          | 43                                          | 46                                          | 45                                          | 42                                          | 41                                          | 39                                          | 34                                          | 35.5                                        | 46                                          |
| Temp. máx. media (°C)                       | 19                                          | 21                                          | 23                                          | 28                                          | 32                                          | 37                                          | 35                                          | 34                                          | 33                                          | 29                                          | 24                                          | 19                                          | 28                                          |
| Temp. mín. media (°C)                       | -0.6                                        | 0.8                                         | 2.4                                         | 4.7                                         | 8.3                                         | 13.7                                        | 18.5                                        | 17.6                                        | 14.1                                        | 7.6                                         | 2                                           | -0.4                                        | 7.4                                         |
| Temp. mín. abs. (°C)                        | -12                                         | -9.5                                        | -8                                          | -4                                          | -4                                          | 3                                           | 8.5                                         | 8                                           | 5                                           | -5.5                                        | -8.5                                        | -10                                         | -12                                         |
| Precipitación total (mm)                    | 28                                          | 26                                          | 15                                          | 5                                           | 6                                           | 20                                          | 146                                         | 121                                         | 52                                          | 26                                          | 19                                          | 37                                          | 502                                         |
| Fuente: Weatherbase                         |                                             |                                             |                                             |                                             |                                             |                                             |                                             |                                             |                                             |                                             |                                             |                                             |                                             |

## Demografía
Según el Censo de Población y Vivienda realizado en 2020 realizado por el Instituto Nacional de Estadística y Geografía (INEGI), la villa tiene un total de 183 habitantes, de los cuales 96 son hombres y 87 son mujeres, con una densidad poblacional de 762.5 hab/km². En 2020 había 110 viviendas, pero de estas 64 viviendas estaban habitadas, de las cuales 10 estaban bajo el cargo de una mujer.
El 96.17% de sus pobladores pertenece a la religión católica, el 3.28% es cristiano evangélico/protestante o de alguna variante, mientras que el 0.55% no profesa ninguna religión.

### Educación y salud
Según el Censo de Población y Vivienda de 2020; sólo 1 niño de entre 6 y 11 años (0.55% del total) no asiste a ninguna institución educativa. 6 habitantes de 15 años o más (3.28%) son analfabetas, 8 habitantes de 15 años o más (4.37%) no tienen ningún grado de escolaridad, 49 personas de 15 años o más (26.78%) lograron estudiar la primaria pero no la culminaron, 9 personas de 15 años o más (4.92%) iniciaron la secundaria sin terminarla, teniendo el pueblo un grado de escolaridad de 6.15.
La cantidad de población que no está afiliada a un servicio de salud es de 39 personas, es decir, el 21.31% del total, de lo contrario el 78.69% sí cuenta con un seguro médico ya sea público o privado. Según el mismo censo, 24 personas (13.11%) tienen alguna discapacidad o límite motriz para realizar sus actividades diarias, mientras que 5 habitantes (2.73%) poseen algún problema o condición mental.
En el pueblo se encuentran 3 instituciones educativas: Un preescolar comunitario, una escuela primaria, y la telesecundaria #90, así como un centro de salud.

### Población histórica
Evolución de la cantidad de habitantes desde el evento censal del año 1950:
| Año           | 1950 | 1960 | 1970 | 1980 | 1990 | 1995 | 2000 | 2005 | 2010 | 2020 |
| Población     | 363  | 0    | 15   | 8    | 310  | 325  | 277  | 182  | 206  | 183  |
| Fuente: INEGI |      |      |      |      |      |      |      |      |      |      |

## Gobierno
Véase también: Gobierno del Municipio de Arizpe
Bacanuchi es una de las 72 localidades en las que se divide el municipio de Arizpe y su sede de gobierno se encuentra en la ciudad de Arizpe la cual es la cabecera del municipio. También tiene la categoría comisaría lo que le permite tener a un residente con la función de comisario, elegido por la población de la localidad.